# Andreas Zaimis
Andreas Zaimis (gr. Ανδρέας Ζαΐμης; ur. 1791 w Kalawricie, zm. 4 maja 1840 w Atenach) – grecki mąż stanu i dowódca powstańczy.
Pełnił funkcję przewodniczącego tymczasowego rządu greckiego (1826-1827).